# Сни між святами
«Сни між святами» — радянський художній фільм 1989 року, знятий режисером Бідзіною Чхеїдзе на кіностудії «Грузія-фільм».

## Сюжет
Розповідь про сплячого режисера.

## У ролях
- Бідзіна Чхеїдзе — головна роль
- Людмила Алімбарашвілі — головна роль
- Гурам Пірцхалава — головна роль
- Джімі Ломідзе — роль другого плану
- Гурам Петріашвілі — роль другого плану
- Михайло Херхеулідзе — роль другого плану
- Зевахі Кцасхвадзе — роль другого плану
- Імеда Кахіані — роль другого плану
- Віола Сікмашвілі — роль другого плану
- Михайло Вашадзе — роль другого плану
- Берта Хапава — роль другого плану
- Дмитро Гонгліашвілі — роль другого плану
- Гурам Буіглішвілі — роль другого плану
- Сергій Демясов — роль другого плану
- Тамаз Данелія — роль другого плану
- Темур Черкезішвілі — роль другого плану
- Лаша Оніані — роль другого плану
- Паата Цикурішвілі — роль другого плану
- Аміран Лобжанідзе — роль другого плану
- Каха Бакурадзе — епізод
- Г. Костель — епізод
- В. Мелікішвілі — епізод
- І. Сурамелашвілі — епізод
- Г. Шалікашвілі — епізод

## Знімальна група
- Режисер — Бідзіна Чхеїдзе
- Сценарист — Бідзіна Чхеїдзе
- Оператор — Георгій Герсамія
- Композитор — Михайло Одзелі
- Художники — Парнаоз Лапіашвілі, Зураб Медзмаріашвілі